# WCW Mayhem
Mayhem var et pay-per-view-show inden for wrestling produceret af World Championship Wrestling. Det var ét af organisationens månedlige shows og blev afholdt i november fra 1999 til 2000. Det er det første pay-per-view-show, der er blevet opkaldt efter et computerspil i stedet for, at computerspillet bliver opkaldt efter et eksisterende show. Mayhem 1999 var WCW's første show nogensinde i Canada.

## Resultater

### 1999
Mayhem 1999 fandt sted 21. november 1999 fra Air Canada Centre i Toronto, Canada.
- VM-titelturnering (semifinale): Chris Benoit besejrede Jeff Jarrett
- WCW Cruiserweight Championship: Evan Karagias (med Madusa) besejrede Disco Inferno (med Tony Marinara)
  - Det var Evan Karagias' første titel.
- WCW Hardcore Championship: Norman Smiley besejrede Brian Knobbs (med Jimmy Hart)
  - Norman Smiley blev dermed den første hardcore-mester i WCW.
- The Revolution (Perry Saturn, Dean Malenko og Asya) (med Shane Douglas) besejrede The Filthy Animals (Eddie Guerrero, Billy Kidman og Torrie Wilson) (med Konnan) i en Elimination match
  - Saturn eliminerede Torrie Wilson til sidst og sikrede sejren til The Revolution.
- Buff Bagwell besejrede Curt Hennig i en Retirement match
  - Curt Hennig måtte dermed indstille karrieren. Hennig vendte dog tilbage i 2001 i X Wrestling Federation, hvor han bl.a. fik en kamp mod Hulk Hogan, og han gjorde også comeback i World Wrestling Entertainment i 2002.
- VM-titelturnering (semifinale): Bret Hart besejrede Sting
- Vampiro (med Jerry Only) besejrede Berlyn (med The Wall) i en Dog Collar match
- Meng besejrede Lex Luger (med Miss Elizabeth)
- WCW United States Heavyweight Championship og WCW World Television Championship: Scott Hall besejrede Booker T
  - Kampen var om begge Scott Halls titler.
- David Flair kæmpede uafgjort mod Kimberly Page
- Goldberg besejrede Sid Vicious i en "I Quit" match
  - Dommeren stoppede kampen, da Sid Vicious besvimede seks minutter inde i kampen.
- WCW World Heavyweight Championship: Bret Hart besejrede Chris Benoit
  - Bret Hart vandt denne finale i en turnering om den ledige VM-titel.
  - Det var Bret Harts første og eneste VM-titelsejr i WCW.